# Horatio Spafford

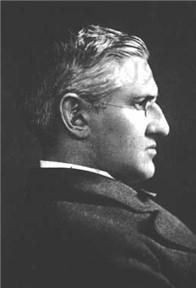
Horatio Spafford

Horatio Gates Spafford (* 20. Oktober 1828 in New York; † 25. September 1888 in Jerusalem) war ein US-amerikanischer Anwalt und Kirchenlieddichter, der in Jerusalem eine religiöse Lebensgemeinschaft gründete, die „American Colony“, die auch als Overcomers bekannt ist.

## Leben
Horatio Spafford heiratete am 5. September 1861 in Chicago Anne Tobine Larsen Øglende aus Stavanger in Norwegen. Im Frühjahr 1871 investierte Spafford in Immobilien in Chicago. Im Oktober desselben Jahres zerstörte der große Brand von Chicago einen beträchtlichen Teil der Stadt und vernichtete auch das Vermögen von Spafford. Zwei Jahre später beschloss die Familie, nach Europa auszuwandern. Bei der Überfahrt über den Atlantik auf der Ville du Havre, bei der zunächst nur Anne und die vier Töchter mitfuhren, kollidierte das Schiff mit einem anderen Segelschiff und sank. 226 Menschen starben bei der Katastrophe, darunter auch die vier Töchter der Spaffords. Er dichtete daraufhin 1876 sein berühmtestes Werk, das Lied It is well with my soul, auf Deutsch bekannt als Wenn Friede mit Gott meine Seele durchdringt (Mir ist wohl in dem Herrn).
Nach dem Verlust seiner Kinder beschloss das Ehepaar, nach Jerusalem ins damalige Palästina auszuwandern. Gemeinsam mit seiner Frau gründete Spafford 1888 die American Colony, der sich bald eine Gruppe von Schweden anschloss. Dafür bezogen sie ein Haus des Notabeln Rabbah Daoud Amin Efendi al-Husseini in Scheich Dscharrah. Die Gemeinschaft verhielt sich politisch neutral und verzichtete auf christliche Mission. Aus der Colony ging das heutige American Colony Hotel hervor. Spafford starb am 25. September 1888 im Alter von 59 Jahren an Malaria und wurde auf dem Zionsfriedhof in Jerusalem beigesetzt.